# 奧利弗 (喬治亞州)
奧利弗（英語：Oliver）是一個位於美國喬治亞州斯克里文縣的城市。

## 地理
奧利弗的座標為32°31′20″N 81°31′57″W / 32.52222°N 81.53250°W，而該地的平均海拔高度為35米（即115英尺）。

## 人口
根據2010年美國人口普查的數據，奧利弗的面積為2.40平方千米，當中陸地面積為2.40平方千米，而水域面積為0.00平方千米。當地共有人口239人，而人口密度為每平方千米99.58人。